# Rámesvaram
Rámesvaram (tamil nyelven: இராமேஸ்வரம் átírva: Rāmēsvaram, angolul: Rameswaram vagy Rameshwaram) város India déli részén, Tamilnádu szövetségi államban, Madurájtól közúton 170 km-re DK-re. A lakosság száma 45 ezer fő volt 2011-ben.
A város a Pamban-szigeten fekszik, amelyet Srí Lankától az 55-80 km széles Palk-szoros választ el.
Rámesvaram az egyik legfontosabb zarándokhely Indiában, sok zarándok számára olyan szent hely, mint Benáresz. 2011-ben 9,8 millió látogató kereste fel. A város egyike azon kevés helyeknek, ahol a vaisnavizmus és a saivizmus egyaránt szent.
A hely szorosan kapcsolódik Ráma életéhez. A zarándokok és turisták útja a Rámanáthaszvámí (Ramanathaswamy)-templomhoz vezet. A dravida stílusú templom folyosói összesen 1200 méter hosszan futnak. Tömör gránitból kifaragott oszlopai, illetve szobrai különlegesek.
Rámesvaram 323 m magas tv-tornya a legmagasabb építmény Indiában.

## Galéria

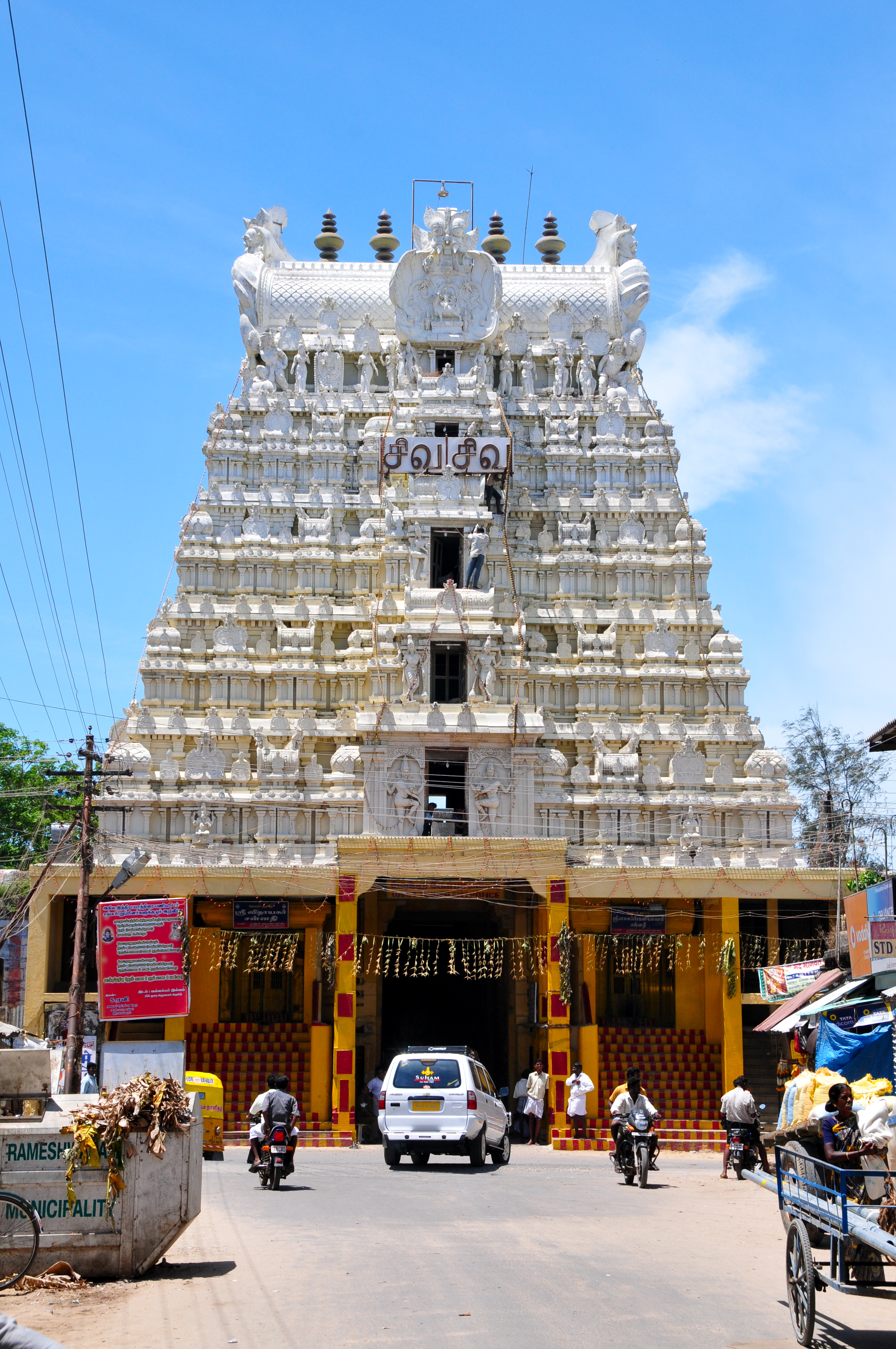
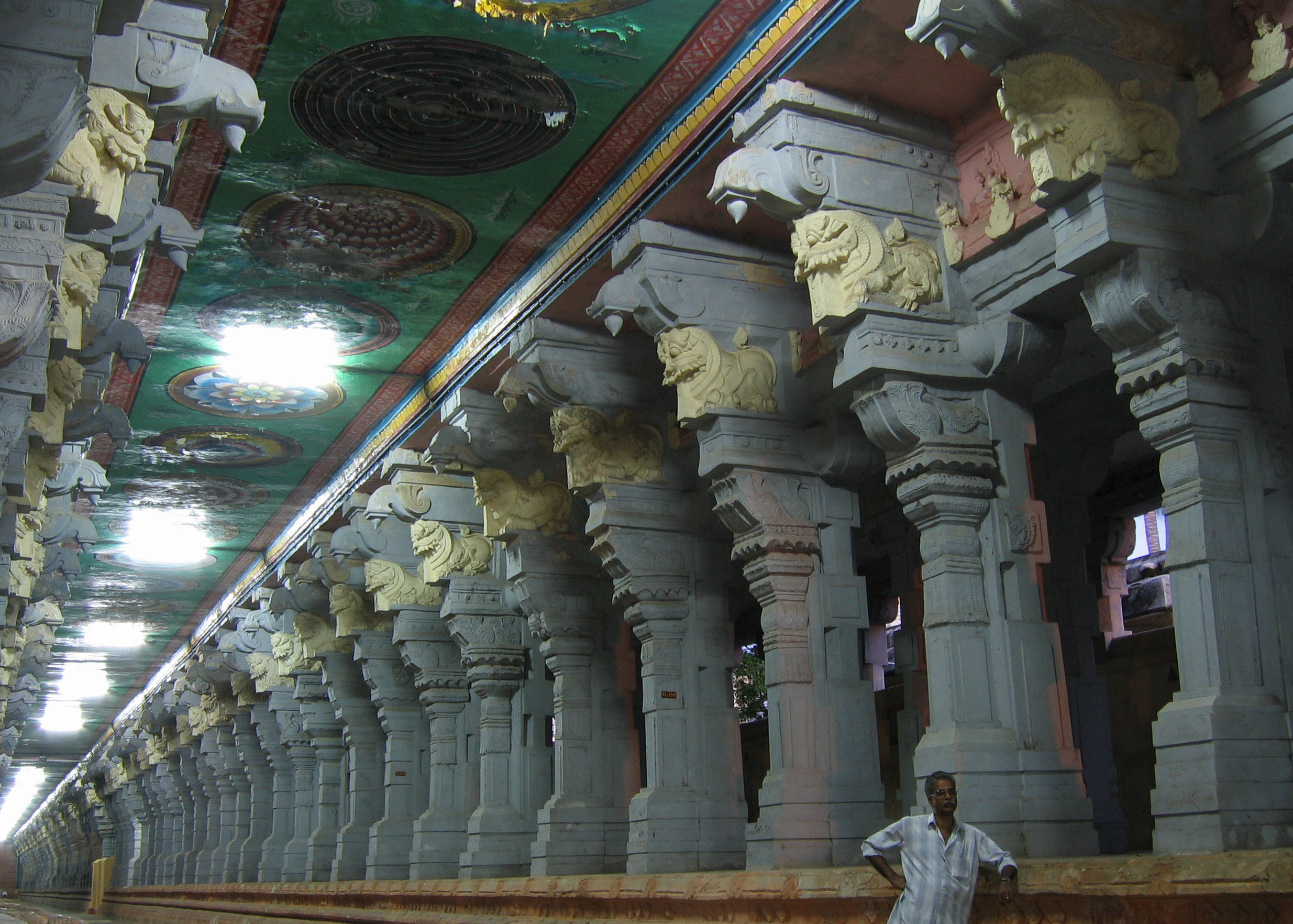
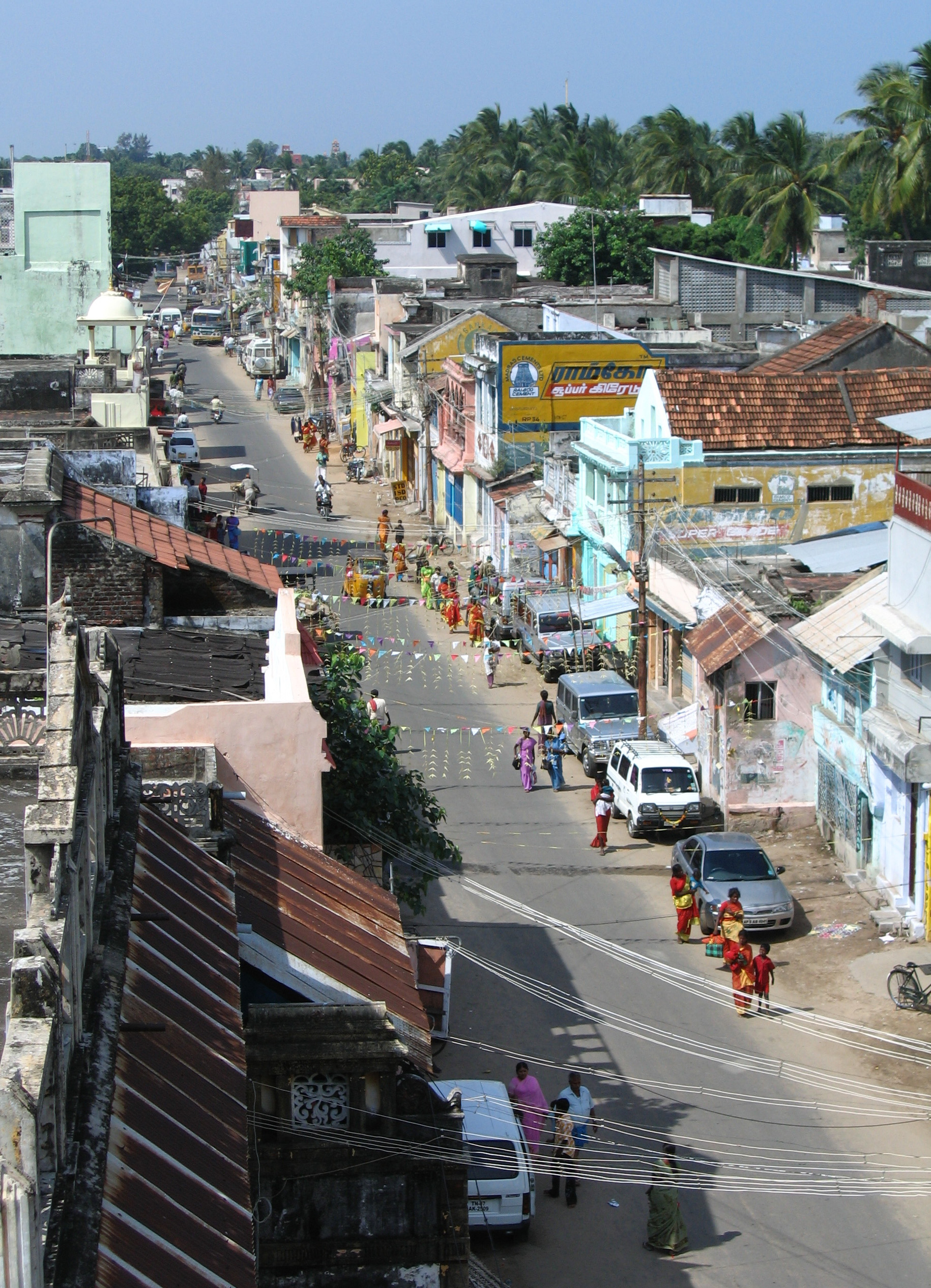
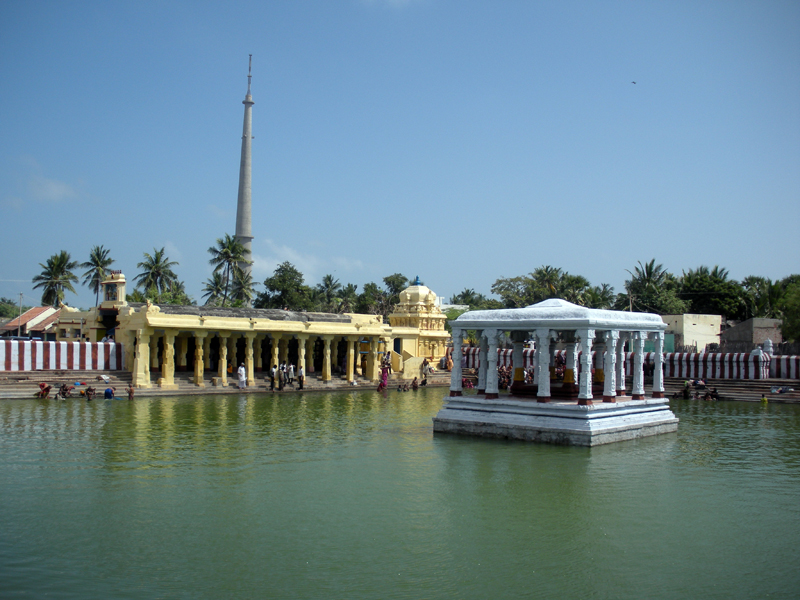
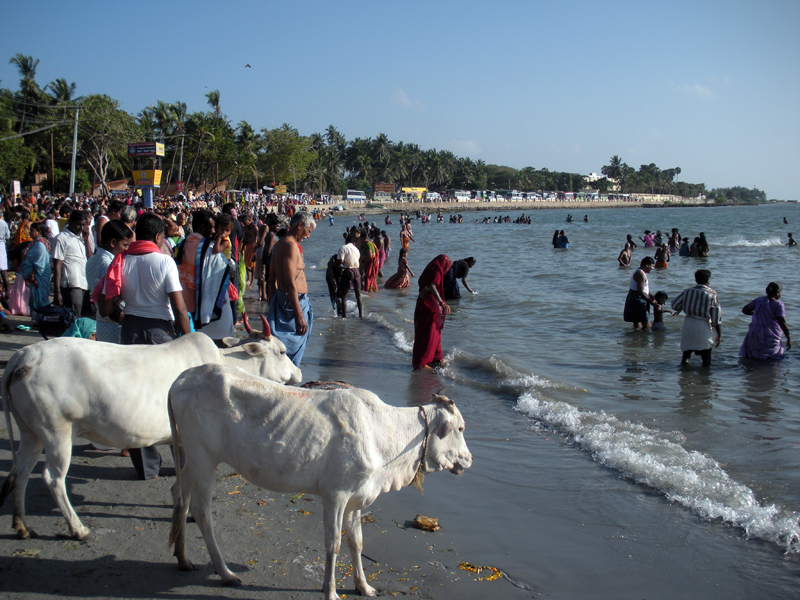

## Fordítás
- Ez a szócikk részben vagy egészben  a   Rameswaram című angol Wikipédia-szócikk fordításán alapul.  Az eredeti cikk szerkesztőit annak laptörténete sorolja fel. Ez a jelzés csupán a megfogalmazás eredetét és a szerzői jogokat jelzi, nem szolgál a cikkben szereplő információk forrásmegjelöléseként.
- Ez a szócikk részben vagy egészben  a   Rameswaram című német Wikipédia-szócikk fordításán alapul.  Az eredeti cikk szerkesztőit annak laptörténete sorolja fel. Ez a jelzés csupán a megfogalmazás eredetét és a szerzői jogokat jelzi, nem szolgál a cikkben szereplő információk forrásmegjelöléseként.